# Okręg wyborczy Fareham
Okręg wyborczy Fareham powstał w 1885 r. i wysyłał do brytyjskiej Izby Gmin jednego deputowanego. Okręg został zlikwidowany w 1950 r., ale przywrócono go ponownie w 1974 r. Okręg obejmuje miasto Fareham w hrabstwie Hampshire.

## Deputowani do brytyjskiej Izby Gmin z okręgu Fareham

### Deputowani w latach 1885–1950
- 1885–1900: Frederick Fitzwygram
- 1900–1918: Arthur Lee, Partia Konserwatywna
- 1918–1931: John Humphrey Davidson, Partia Konserwatywna
- 1931–1939: Thomas Inskip, Partia Konserwatywna
- 1939–1950: Dymoke White, Partia Konserwatywna

### Deputowani po 1974 r.
- 1974–1979: Reginald Bennett, Partia Konserwatywna
- 1979–2001: Peter Lloyd, Partia Konserwatywna
- 2001–2015: Mark Hoban, Partia Konserwatywna
- 2015– : Suella Braverman, Partia Konserwatywna